# Eriocaulon atrum
Eriocaulon atrum là một loài thực vật có hoa trong họ Cỏ dùi trống. Loài này được Nakai mô tả khoa học đầu tiên năm 1911.